# Budy (rejon żółkiewski)
Budy – wieś na Ukrainie w rejonie lwowskim należącym do obwodu lwowskiego.